# Коприварчеви
Коприварчеви (Sylviidae) са семейство птици от разред Врабчоподобни (Passeriformes).
Включва 20 рода с около 70 вида, разпространени в Евразия, Африка и западното крайбрежие на Северна Америка.

## Родове
Семейство Sylviidae – Коприварчеви
- Chamaea
- Chleuasicus
- Cholornis
- Chrysomma
- Conostoma
- Fulvetta
- Horizorhinus
- Lioparus
- Lioptilus
- Moupinia
- Myzornis
- Neosuthora
- Paradoxornis
- Parophasma
- Pseudoalcippe
- Psittiparus
- Rhopophilus
- Sinosuthora
- Suthora
- Sylvia – Коприварчета